# Limoges Cercle Saint-Pierre
Limoges Cercle Saint-Pierre, numit și Limoges CSP sau CSP, este un club de baschet francez, creat în 1929 și cu sediul în Limoges.
După cincizeci de ani petrecuți în campionate locale, regionale și divizii naționale inferioare, CSP a ajuns la prima divizie a campionatului francez în 1978. A câștigat prima sa cupă franceză în 1982, la fel și în același an. Cupa Korać. A devenit campion al Franței, pentru prima dată în istoria ei în anul următor, în 1983.
În 1988, a câștigat campionatul Pro A, organizat pentru prima dată de Liga Națională de Baschet. În același an, și-a întărit recordul european câștigând Cupa. La 15 aprilie 1993, a devenit primul club sportiv francez colectiv care a câștigat o Cupă Europeană de cluburi campioane, toate disciplinele combinate, înainte de a fi alăturat, în mai același an, de Olympique de Marseille în fotbal.
În 2000, la sfârșitul a două decenii de rivalitate sportivă cu Élan Béarnais, clubul a intrat într-o primă criză financiară, apoi o criză sportivă, care l-a adus în divizia a treia. Clubul s-a întors la Pro A în 2010. Prea slab din punct de vedere sportiv și financiar, a revenit la Pro B pentru un sezon, apoi s-a mutat din nou în Pro A în 2012.
La palmaresul său, Limoges CSP are unsprezece titluri de campion al Franței și șase cupe ale Franței. Este, cu FA Mulhouse și ASVEL Lyon-Villeurbanne, una dintre cele trei echipe încoronate campioane ale Franței trei ani consecutivi, dar singura care a fost de două ori, din 1983 până în 1985, apoi din 1988 până în 1990.
Cu cinci trofee europene, Limoges CSP este al doilea club sportiv colectiv francez, toate disciplinele combinate, care are cea mai mare listă de premii europene. În plus, după ce a câștigat Cupa Cupelor Europene (Saporta apoi Cupele Korać), a fost campion european și a câștigat prestigioasa Cupă europeană a cluburilor campioane, Cercle Saint-Pierre este una dintre puținele echipe europene, toate disciplinele combinate, să fie încoronat în toate evenimentele europene ale sportului lor.
CSP evoluează din 1981 la Palais des Sports de Beaublanc, pe plafonul căruia este atârnat tricoul numărul 7, cel al lui Richard Dacoury, retras din 2010, precum și tricoul numărul 8 Ed Murphy, retras din 2016. clubul este prezidat de unul dintre foștii săi jucători, Frédéric Forte, din 2004 până la moartea sa în 2017.
În timp ce atmosfera camerei Beaublanc și importanța cluburilor de suporteri sunt adesea menționate ca contribuind la succesul său, CSP Limoges este, ca și porțelanul, unul dintre simbolurile capitalei.